# Carlos R. Menéndez
Carlos Ricardo Menéndez González (1872 - 1961), fue un periodista, poeta e historiador mexicano, nacido en Tixkokob, Yucatán y muerto en Mérida, Yucatán. Hijo de los beneméritos maestros de origen cubano don Antonio Menéndez de la Peña y doña Ángela González Benítez, exiliados en Yucatán en 1869 al salir de su patria perseguidos por su participación en las actividades libertarias e independentistas declaradas por Carlos Manuel de Céspedes en 1868 y más tarde lideradas por José Martí y Antonio Maceo ya en las postrimerías del siglo XIX.
Cursó sus primeros estudios en Izamal, Yucatán, para concluir los de secundaria en el Instituto Literario de Yucatán y finalmente cerrar su formación académica obteniendo el título de maestro en la Escuela Normal de Profesores, en la capital del estado de Yucatán. 
Desde muy joven, en 1890, se inició en las tareas periodísticas escribiendo para los periódicos El Faro, El Horizonte y La Nueva Era, los tres del puerto de Progreso y los dos primeros que él había fundado. También fue redactor de Pimienta y Mostaza, influyente semanario de la vida peninsular finisecular.
Encabezó y dio aliento a un proyecto periodísitico en el Yucatán de principios del siglo XX. 
Trabajó durante 16 años, desde 1896, en la Revista de Mérida de la que fue director y propietario en su última etapa, hasta que fue despojado de ella. Fundó entonces la Revista de Yucatán en 1912, periódico que fue intervenido, incautado y cerrado por el gobierno de Yucatán, en diversas ocasiones. 
Finalmente estableció, en 1925, el Diario de Yucatán que dirigió hasta su muerte, no sin graves dificultades y cierres provocados por el poder público del estado de Yucatán. A lo largo de su vida, siete veces le fue arrebatado su patrimonio periodístico y siete veces resurgió con tezón para volver a dar cauce a su proyecto.

## Revista de Mérida
La Revista de Mérida fue un periódico fundado en 1869, precisamente el año de llegada a la península de Yucatán de los padres de Carlos R. Menéndez, por el poeta y abogado Ramón Aldana y por su primo, el escritor Manuel Aldana Rivas. Pasados unos años y después de algunos cambios en la propiedad del órgano informativo, hacia 1882, es ya el diario más importante de Yucatán. En 1895, el poeta y dramaturgo Delio Moreno Cantón, apoyado por su tío el general Francisco Cantón Rosado, adquiere el periódico. En ese mismo año Carlos R. Menéndez, con 23 años de edad, empieza a trabajar en La Revista. Fue entonces su jefe de redacción.
En el año de 1900, empezando el nuevo siglo, La Revista de Mérida es ya el periódico decano de México y cuenta con un tiraje de 4000 ejemplares certificados. En 1906 Carlos R. Menéndez, al frente de una sociedad anónima, compra el periódico a Delio Moreno quien se retira de la dirección. Ahí empieza la carrera como director de este periodista , misma que habría de durar 55 años, hasta el día de su muerte.
En 1909, aún bajo el régimen dictatorial de Porfirio Díaz en México y con motivo de la sucesión gubernamental en Yucatán, la Revista de Mérida asume la defensa de los candidatos de la oposición que eran por un lado Delio Moreno Cantón por el Centro Electoral Independiente, José María Pino Suárez, originario de Tabasco, apoyado por la corriente de Francisco I. Madero (ya en plena campaña nacional en contra de la reelección porfirista), abanderado por el Partido Nacional Antireleccionista y por el otro lado, como candidato oficial del gobierno, Enrique Muñoz Arístegui. Los dos candidatos de oposición fueron perseguidos por motivos obviamente políticos y ante órdenes de aprehensión libradas en su contra, deben huir del Estado, ganando las eleccíones el candidato oficial. El director y dueño de la Revista de Mérida, acusado de actividades subversivas debe también salir exiliado hacia Centroamérica para proteger su integridad física.
El 4 de junio de 1910 estalla en Valladolid (Yucatán) una rebelión en contra de la imposición de Muñoz Arístegui que es considerada por algunos historiadores como la chispa precursora de la Revolución mexicana. Menéndez y Moreno Cantón son acusados de haber instigado la rebelión. En 1911, al triunfo de la revolución maderista, vuelven a enfrentarse en Yucatán por la gubernatura, José María Pino Suárez y Delio Moreno Cantón, imponiéndose el primero en un discutible triunfo, a la vista de un gran apoyo popular que tenía Moreno Cantón. Pino Suárez, asume el gobierno estatal pero renuncia muy pronto para acompañar al nuevo presidente mexicano, Francisco I. Madero, en el cargo de Vicepresidente de la República, primero, y después en el trágico fin que ambos tuvieron como resultado de la traición de Victoriano Huerta.
En Yucatán, mientras tanto, el gobierno maderista despojó a Carlos Menéndez de su periódico y lo encarceló acusándolo de rebelión y sedición. Así, el periodista, dos años después de haber tenido que exiliarse por defender al maderismo frente al dictador Díaz, fue hecho purgar prisión por el gobierno de Madero con argumentos similares. Ya no pudo regresar a la Revista de Mérida Carlos Menéndez, después de 16 años de trabajar en ella, ya que La Revista fue incautada por el gobierno.

## Revista de Yucatán
En 1912, después de algunos meses de preparativos, ve la luz pública la Revista de Yucatán, periódico que se funda con maquinaria nueva y el esfuerzo de un grupo de yucatecos que creyeron en el proyecto. El primer Consejo de Administración del nuevo periódico estuvo integrado por: Dr. Alonso Patrón Espadas, presidente; abogado Rodolfo Menéndez Mena, vicepresidente; abogado Joaquín Patrón Villamil, secretario; Arturo Ponce Cámara, propietario de la Cervecería Yucateca, vocal primero; Dr. Alberto Correa Aloy, segundo; Dr. Rafael Romero, tercero, y Carlos R. Menéndez, tesorero, gerente y director editorial.
Consignó el historiador Rodolfo Menéndez de la Peña en su Periodismo de Yucatán, publicado en 1913, la situación de la prensa en el Yucatán de la época:

"La Revista de Yucatán de que es Director D. Carlos R. Menéndez, diario que se inauguró con beneplácito de la sociedad yucateca y de la prensa de la República en general el 7 de abril de 1912, es uno de los enardecidos campeones de la prensa local y valiente defensor de las públicas libertades. Su material de trabajo es moderno y completo. Cuenta con dos linotipos reformados, con una grandiosa Duplex último modelo, la primera que se instaló en nuestro Estado y un sistema de esterotipia".

Las dificultades con el poder público no habrían, sin embargo, de disminuir. La víspera de la publicación del primer número, el gobierno de Yucatán dicta orden de aprehensión en contra de los miembros del Consejo de Administración del nuevo diario y vuelven a encarcelar a su director el mismo día en que aparece el primer número de la Revista de Yucatán.
Siete procesos jurídicos y siete amparos de la Suprema Corte de Justicia de la Nación, pero el periodista no es liberado sino hasta que el propio Presidente de la República, Francisco I Madero, interviene para ordenar que lo dejen en paz y le devuelvan su periódico.
Entre 1912 y 1914, tras la traición del usurpador Victoriano Huerta, la muerte del presidente Madero y del vicepresidente Pino Suárez, y el triunfo posterior del ejército constitucionalista al mando de Venustiano Carranza, la Revista de Yucatán se consolida en el ánimo del público yucateco por sus editoriales en contra del régimen huertista, no sin seguir siendo hostilizada por el gobierno local servil al mando federal.
Cuando llegan los gobiernos locales subsecuentes, ya triunfante el ejército constitucionalista, las dificultades para el periódico y su director continúan. En el gobierno de Eleuterio Ávila, la Revista fue incautada y mantenida así, después, por el del general Toribio de los Santos. Salvador Alvarado, posteriormente, reitera la circunstancia incautatoria nombrando a Antonio Ancona Albertos, enemigo político de Menéndez, en la dirección de la Revista y cambia la cabeza del diario por el de la Voz de la Revolución. Durante ese lapso aciago para el periodista y su periódico, Carlos R. Menéndez y el entonces secretario del consejo y amigo suyo Felipe Carrillo Puerto tuvieron que huir, para evitar ser apresados nuevamente, en la sentina de un barco que zarpó desde el puerto de Progreso, hacía Nueva Orleans en los Estados Unidos. 
Entre 1915 y 1917, Menéndez se traslada a Cuba donde trabaja para la prensa de La Habana. Habiendo retornado a Yucatán en 1917, inicia el periodista una nueva etapa en su Revista de Yucatán, que restablece con imprenta nueva, financiada por un grupo de empresarios yucatecos interesados en la vigencia de lo que ellos consideraban la prensa libre. A los 47 años de edad, Carlos R. Menéndez comienza una nueva etapa de la Revista de Yucatán en 1918.
Con el favor de un público que no le quita su apoyo, vuelve a surgir el periódico peninsular y nuevamente, por el ejercicio de una crítica constante al poder público, vuelve a enfrentar problemas frente al gobierno. Su amigo Felipe Carrillo Puerto que accede al gobierno del estado de Yucatán en 1922, entra en pugna con la Revista tanto por diferencias ideológicas entre el caudillo y el periodista que se distancian, como por la actitud crítica que no ceja ni ante la amistad previa de los dos hombres. Nuevamente la Revista de Yucatán y su director se ven acosados y atacados desde el gobierno. Todo hace crisis cuando, tras el artero fusilamiento de Felipe Carrillo Puerto, por 
sedicentes fuerzas delahuertistas, en 1924, una turbamulta ataca, incendia y destruye el periódico con la intención de matar a su director que logra escapar con vida.
Ipso facto el periodista reacciona y logra, una vez más, con apoyo de muchos, obtener a crédito nueva maquinaria que le permitiría iniciar una tercera etapa de la Revista de Yucatán a partir de ese año de 1924. Pero esta etapa no dura mucho. A los dos meses de la reaparición pública del diario, el gobierno estatal embarga los bienes de la sociedad propietaria, con el pretexto de una deuda fiscal y vuelve a extinguirse la publicación.

## Diario de Yucatán
El 31 de mayo de 1925 a los 53 años, Menéndez rehace por sexta vez su proyecto periodístico y funda el Diario de Yucatán. Pero no habían terminado aún las vicisitudes para el periodista y su diario. En 1931 el gobernador Bartolomé García Correa emprende una campaña destructiva en contra del periódico mediante el asedio implacable y feroz de fuerzas de choque pagadas con dinero público. Las oficinas del periódico son invadidas y semidestruidas. La circulación del diario es estrangulada. Vuelve a detenerse la tarea periodística.
Y por séptima ocasión vuelve el periodista a reabrir su imprenta, apoyado por una amplia campaña de solidaridad en la prensa nacional y en muchos periódicos del continente americano, así como por laudos de la corte suprema mexicana que obligan al gobierno estatal a permitir la reapertura. En 1933, Carlos R. Menéndez, junto con sus hijos que sufrieron en esta ocasión cárcel, reiniciaron la publicación del Diario de Yucatán que hasta la fecha pervive como el periódico decano de la prensa mexicana y el de mayor influencia en la región peninsular.
Carlos R. Menéndez es recordado como defensor infatigable de la libertad de expresión.

## Cargos honorarios y membresías
- Socio fundador y Presidente honorario vitalicio de la Prensa Asociada de México.
- Miembro de la Associated Press de Nueva York.
- Socio corresponsal de la Sociedad Mexicana de Geografía y Estadística.
- Miembro correspondiente en Yucatán de la Academia Mexicana de la Lengua.[3]
- Miembro de la Academia Mexicana de la Historia, ocupó el sillón 24 de 1936 a 1938.[4]
- Miembro de la academia de Historia de Cuba.
- Miembro de la Société Academique de Histoire de París, Francia.
- Caballero de la Legión de Honor de la República Francesa.

## Obra histórica
Entre otras:
- Las seis coronas del general Salvador Alvarado, Mérida, 1917.
- La primera chispa de la revolución mexicana. El alzamiento de Valladolid, en 1910, Mérida, 1919.
- Historia del infame y vergonzoso comercio de indios, vendidos a los esclavistas de Cuba por los políticos yucatecos, Mérida, 1923.
- Las memorias de Buenaventura Vivó y la venta de indios a los esclavistas de Cuba, Mérida, 1925.
- Justificación de la revolución indígena de 1847, Mérida, 1923.
- La evolución de la prensa en la península de Yucatán en los últimos cien años, Mérida, 1931.
- Noventa años de historia en Yucatán, de 1821 a 1910, Mérida, 1937.
- El doctor don Justo Sierra O'Reilly. El deber y el haber históricos del prócer yucateco, Mérida 1939.
- La misión de don Justo Sierra O'Reilly a los Estados Unidos, en 1847-1848, Mérida, 1945.
- El archivo privado del general Cepeda Peraza, Mérida, 1950.
- Itinerario de Grijalva, año de 1518, Mérida, 1958.

## Poesía
- Patria y honor
- Por el ideal
- El nocturno del suspiro
- Amorosas (Prólogo de José Peón Contreras)
- Poemas laureados y versos sin lauro